# نيل غروف
نيل غروف (بالإنجليزية: Neil Grove)‏ هو ملاكم تايلندي جنوب أفريقي، ولد في 18 يناير 1971 في كليركسدورب ‏ في جنوب أفريقيا.

## وصلات خارجية
- نيل غروف على موقع يو إف سي (الإنجليزية)
- نيل غروف على موقع بيلاتور (الإنجليزية)
- نيل غروف على موقع شيردوغ (الإنجليزية)
- نيل غروف على موقع IMDb (الإنجليزية)